# St. Georg (Gerzen)

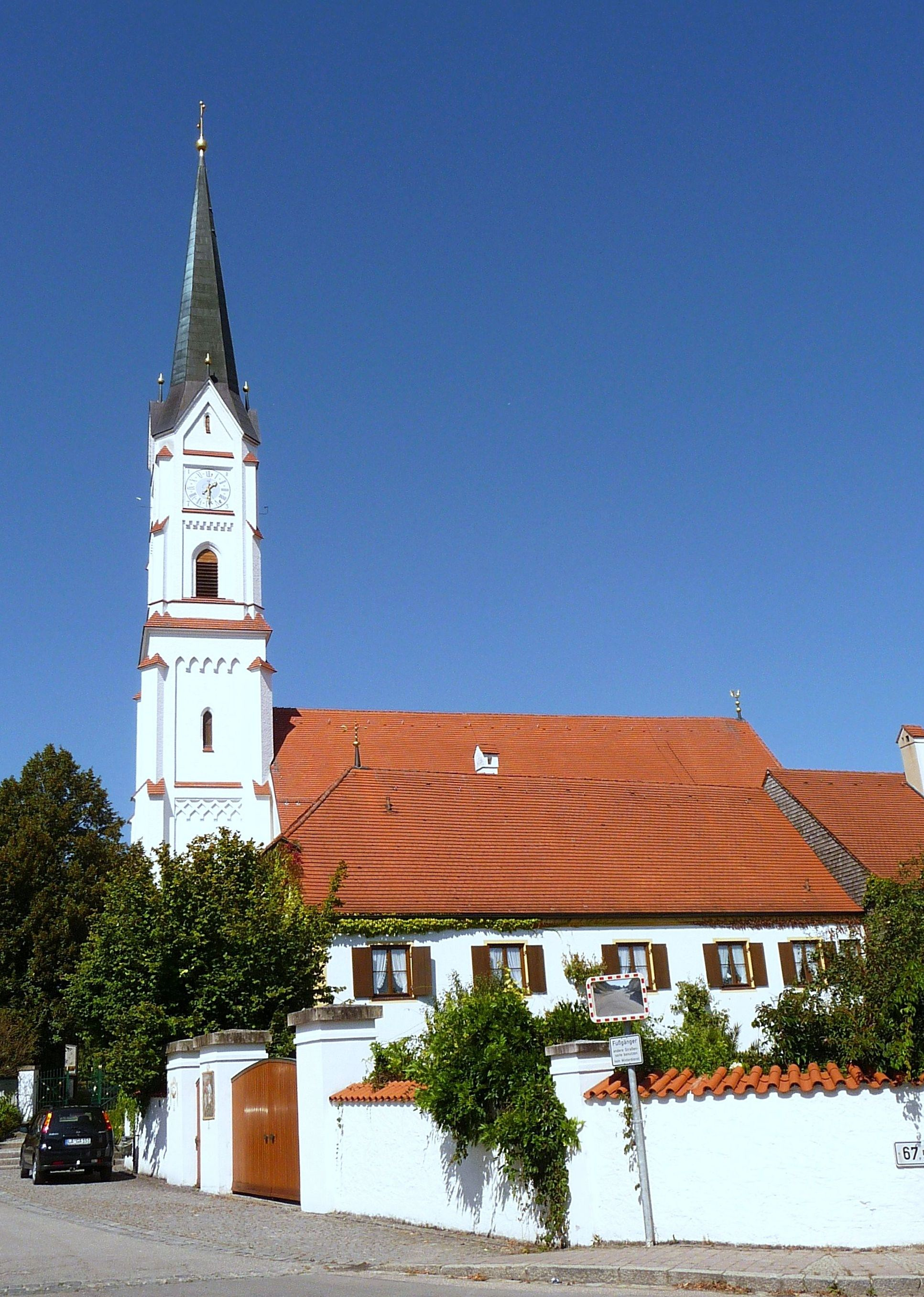
Außenansicht der Pfarrkirche St. Georg von Süden

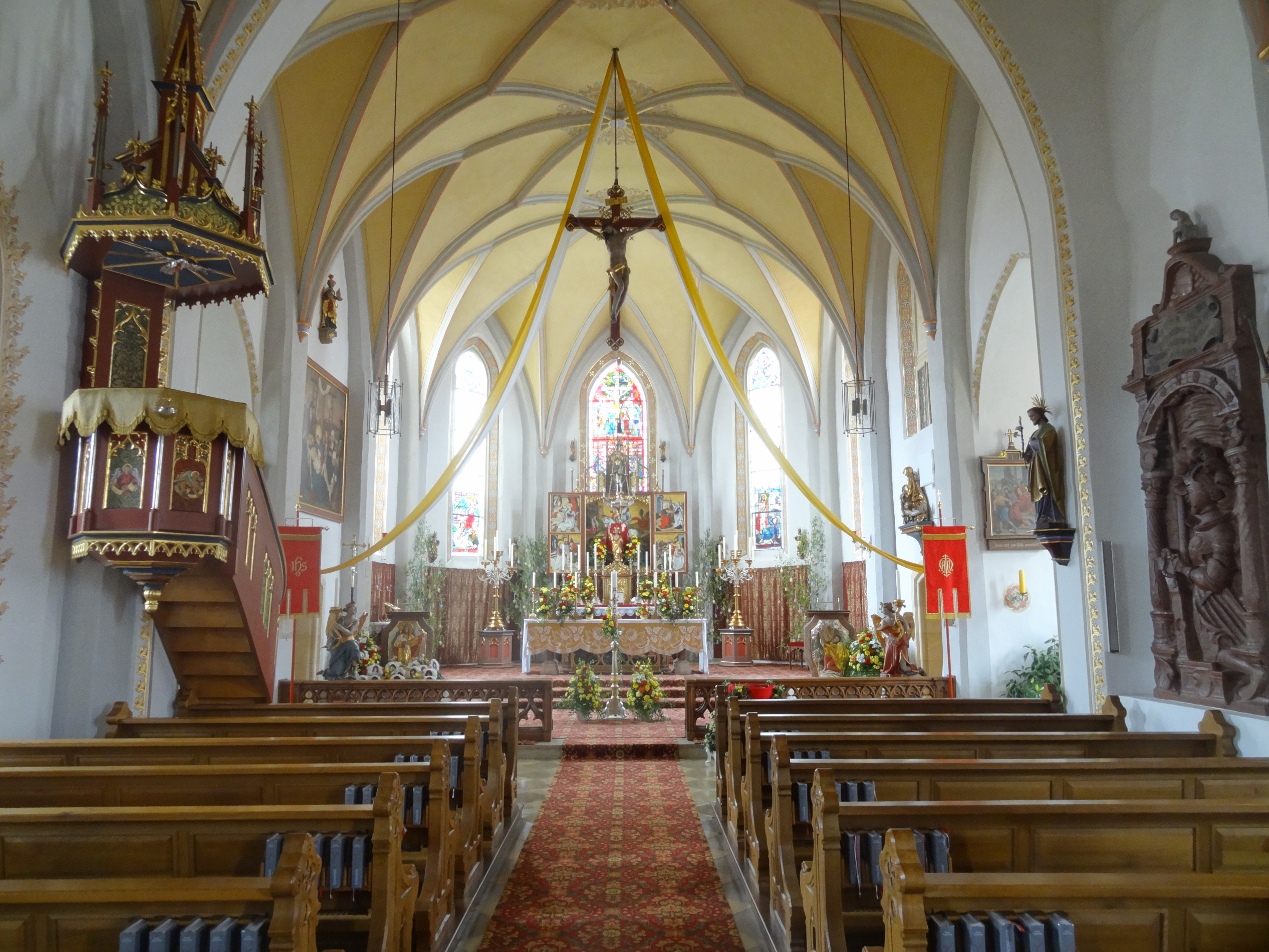
Innenraum

Die römisch-katholische Pfarrkirche St. Georg in Gerzen im niederbayerischen Landkreis Landshut ist ein denkmalgeschütztes Kirchengebäude, das im Laufe der Jahrhunderte einem mehrmaligen stilistischen Wandel unterworfen. Heute dominieren der spätgotische und der neugotische Stil, während die Wurzeln des Baus in der spätromanischen Zeit um 1200 liegen. Das Patrozinium des heiligen Georg wird am 23. April gefeiert.

## Geschichte
Gerzen (früher auch Görzen), erstmals erwähnt als Jorcin in einer Urkunde aus dem Jahr 887, ist einer der ältesten Orte im Vilstal. Deshalb handelt es sich vermutlich auch um eine der älteste und ehemals größten Pfarreien der Gegend. Dies ist allerdings nicht eindeutig belegt, da Gerzen erstmals 1286 und 1326 in den Pfarreienbeschreibungen der Diözese Regensburg erscheint.
Das erste nachweisbare Kirchengebäude am Ort, ein einschiffiger Bau im spätromanischen Stil, dürfte um das Jahr 1200 entstanden sein. Dessen Mauerwerk ist im Kern bis heute erhalten. In den Jahren 1500 bis 1522 wurde die spätromanische Kirche erhöht und in Netzrippenkonfiguration eingewölbt. Gleichzeitig errichtete man den Chorraum und das nördliche Seitenschiff. In den 1870er und 1880er Jahren erfolgte eine Umgestaltung im neugotischen Stil, wobei das 1872/1873 südliche Seitenschiff und 1882 der ausspringende Westturm erbaut wurden. Auch der überwiegende Teil der Innenausstattung stammt aus dieser Zeit.

## Architektur
Die dreischiffige, nach Osten ausgerichtete Pfarrkirche St. Georg ist eine Pseudobasilika, bei der sich zwar die Höhen der Schiffe stark unterscheiden, diese aber dennoch unter einem gemeinsamen Satteldach vereinigt sind. An das fünfjochige Mittelschiff schließt sich der zweijochige Chor mit Fünfachtelschluss an, der mittels eines spitzen Chorbogens von diesem kaum merklich abgetrennt ist. Die Seitenschiffe umfassen jeweils sechs Joche; die Scheidbögen sind ebenfalls spitz ausgeführt. Im rückwärtigen Mittelschiffjoch ist die Orgelempore eingezogen.
Das Äußere ist bis auf die spitzbogigen Fensteröffnungen weitgehend ungegliedert. Eine Ausnahme bilden der Chorraum, der durch Strebepfeiler und einen Dachfries aufgelockert wird, sowie der dreigeschossige Westturm mit Spitzhelm, der durch Eckstreben gegliedert wird.
Nördlich der Kirche, innerhalb des ehemaligen Friedhofs, befindet sich die ehemalige Seelenkapelle, ein einfacher, spätgotischer Ziegelbau aus der Zeit um 1500 mit Satteldach und kleinem Dachreiter.

## Ausstattung

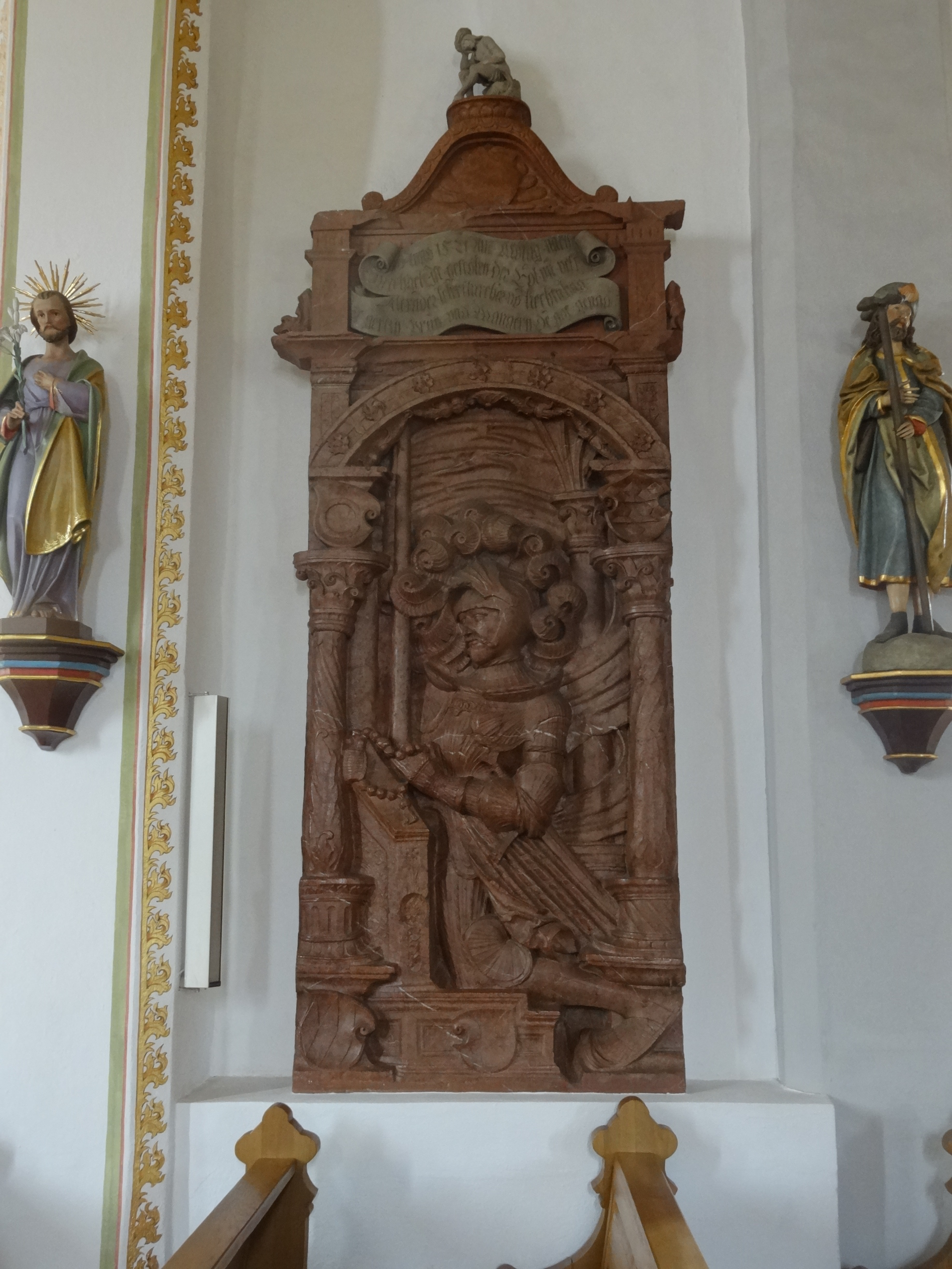
Rotmarmorepitaph für Alexander Leberskirchner († 1521)

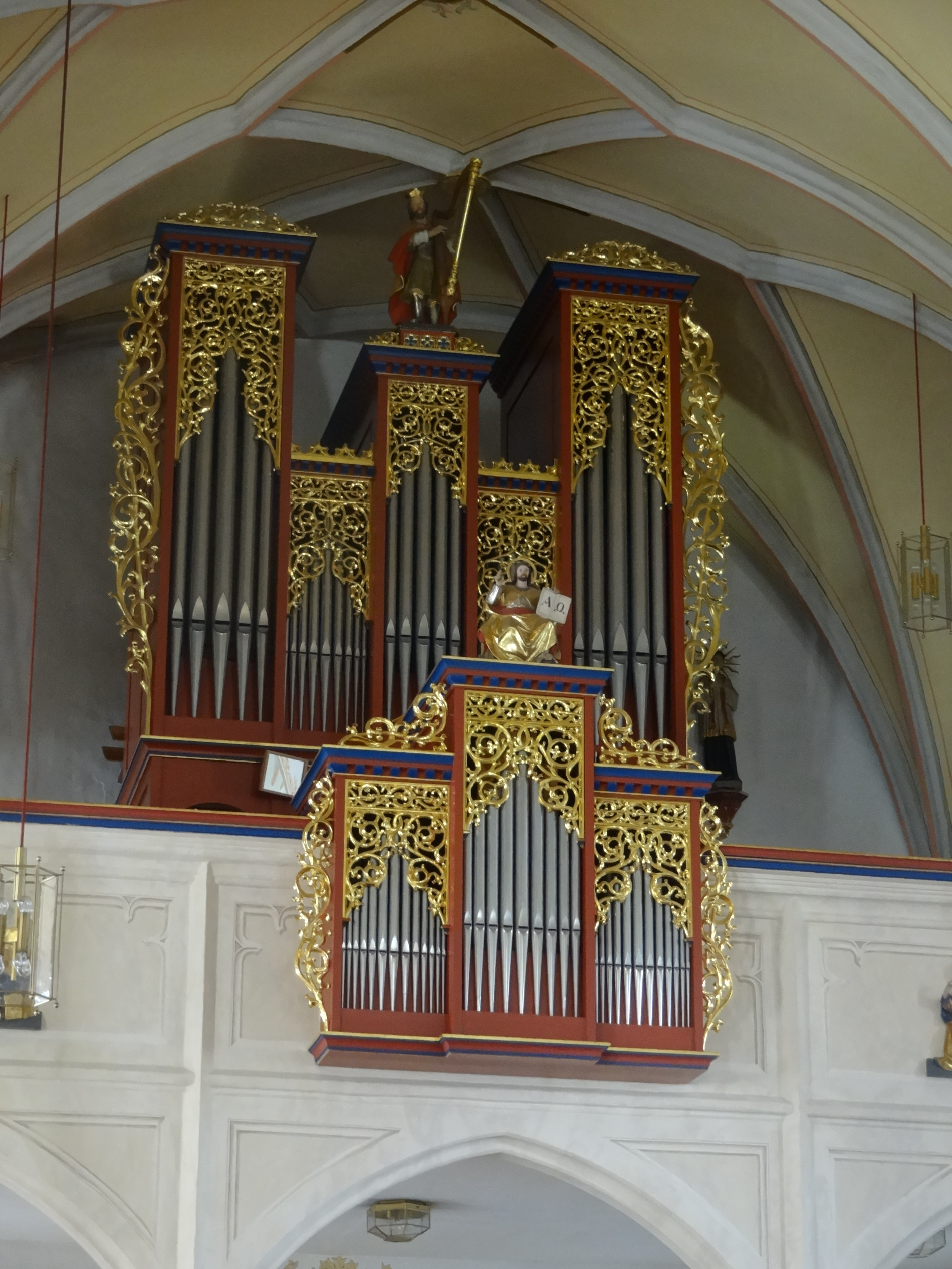
Jann-Orgel (1983)

Im Inneren ist vor allem ein Epitaph aus rotem Marmor für den Adligen Alexander Leberskirchner († 1521), geschaffen von dem Bildhauer Stephan Rottaler aus Landshut, von Bedeutung. Außerdem sind eine spätgotische Pietà aus der Zeit um 1500 und ein spätromanischer Taufstein erwähnenswert.

### Orgel
Die Orgel der Gerzener Pfarrkirche wurde im Jahr 1983 von dem Orgelbauer Georg Jann aus Allkofen errichtet. Sie umfasst 21 klingende Register auf zwei Manualen und Pedal. Das Schleifladeninstrument, das über mechanische Spiel- und Registertrakturen verfügt, besitzt folgende Disposition:
| I Rückpositiv C–g3 |                 |       |
| 1.                 | Rohrflöte       | 8′    |
| 2.                 | Blockflöte      | 4′    |
| 3.                 | Sesquialtera II | 2 ⁄3′ |
| 4.                 | Prinzipal       | 2′    |
| 5.                 | Quinte          | 1 ⁄3′ |
| 6.                 | Scharff III     | 1′    |
| 7.                 | Krummhorn       | 8′    |
|                    | Tremulant       |       |

| II Hauptwerk C–g3 |              |       |
| 8.                | Prinzipal    | 8′    |
| 9.                | Kopula       | 8′    |
| 10.               | Viola        | 8′    |
| 11.               | Oktave       | 4′    |
| 12.               | Gemshorn     | 4′    |
| 13.               | Schwegel     | 2′    |
| 14.               | Mixtur IV–VI | 1 ⁄3′ |
| 15.               | Trompete     | 8′    |

| Pedal C–f1 |               |     |
| 16.        | Subbass       | 16′ |
| 17.        | Oktavbass     | 8′  |
| 18.        | Bassflöte     | 8′  |
| 19.        | Holzflöte     | 4′  |
| 20.        | Hintersatz IV | 2′  |
| 21.        | Fagott        | 16′ |

- Koppeln: II/I, II/P, I/P

Das Instrument besitzt mehrere Vorgängerinstrumente. Das erste, dessen Disposition überliefert ist, wurde im Jahr 1866 von Joseph Phillip Frosch junior aus München erbaut. Das mechanische Schleifladeninstrument umfasste zehn Register auf einem Manual und Pedal. Es wurde 1870 von Franz Strauß aus Landshut restauriert. Im Jahr 1912 erhielt die Gerzener Pfarrkirche eine neue Orgel von Georg Friedrich Steinmeyer aus Oettingen. Die Ansteuerung der Orgelpfeifen erfolgte über pneumatische Taschenladen. Die Orgel mit 17 Registern auf zwei Manualen und Pedal besaß einen neugotischen Prospekt und einen freistehenden Spieltisch.
| I Manual C–f3 |           |    |
| 1.            | Principal | 8′ |
| 2.            | Tibia     | 8′ |
| 3.            | Dolce     | 8′ |
| 4.            | Octav     | 4′ |
| 5.            | Flöte     | 4′ |
| 6.            | Octav     | 2′ |
| 7.            | Mixtur    | 2′ |

| II Manual C–f3 |                  |       |
| 8.             | Flötenprincipal  | 8′    |
| 9.             | Lieblich Gedeckt | 8′    |
| 10.            | Salicional       | 8′    |
| 11.            | Vox coelestis    | 8′    |
| 12.            | Rohrflöte        | 4′    |
| 13.            | Violine          | 4′    |
| 14.            | Sesquialtera     | 2 ⁄3′ |

| Pedal C–d1 |            |     |
| 15.        | Subbaß     | 16′ |
| 16.        | Bourdonbaß | 16′ |
| 17.        | Violonbaß  | 8′  |

- Koppeln: II/I, I/P, II/P, Super II/I, Sub II/I

| I Hauptwerk |               |    |
| 1.          | Principal     | 8′ |
| 2.          | Keraulophon   | 8′ |
| 3.          | Copel         | 8′ |
| 4.          | Bordunalflöte | 8′ |
| 5.          | Salicional    | 8′ |
| 6.          | Octav         | 4′ |
| 7.          | Flaut         | 4′ |
| 8.          | Mixtur IV     | 2′ |

| Pedal |          |     |
| 9.    | Subbaß   | 16′ |
| 10.   | Octavbaß | 8′  |

- Koppeln: I/P